# نيلسون شين
نيلسون شين (هانغل: 넬슨 신) هو منتج أفلام ورسام رسوم متحركة كوري جنوبي، ولد في 1939 في محافظة بيونغسان في كوريا الشمالية.

## وصلات خارجية
- نيلسون شين على موقع IMDb (الإنجليزية)
- نيلسون شين على موقع قاعدة بيانات الفيلم (الإنجليزية)